# Вентричина

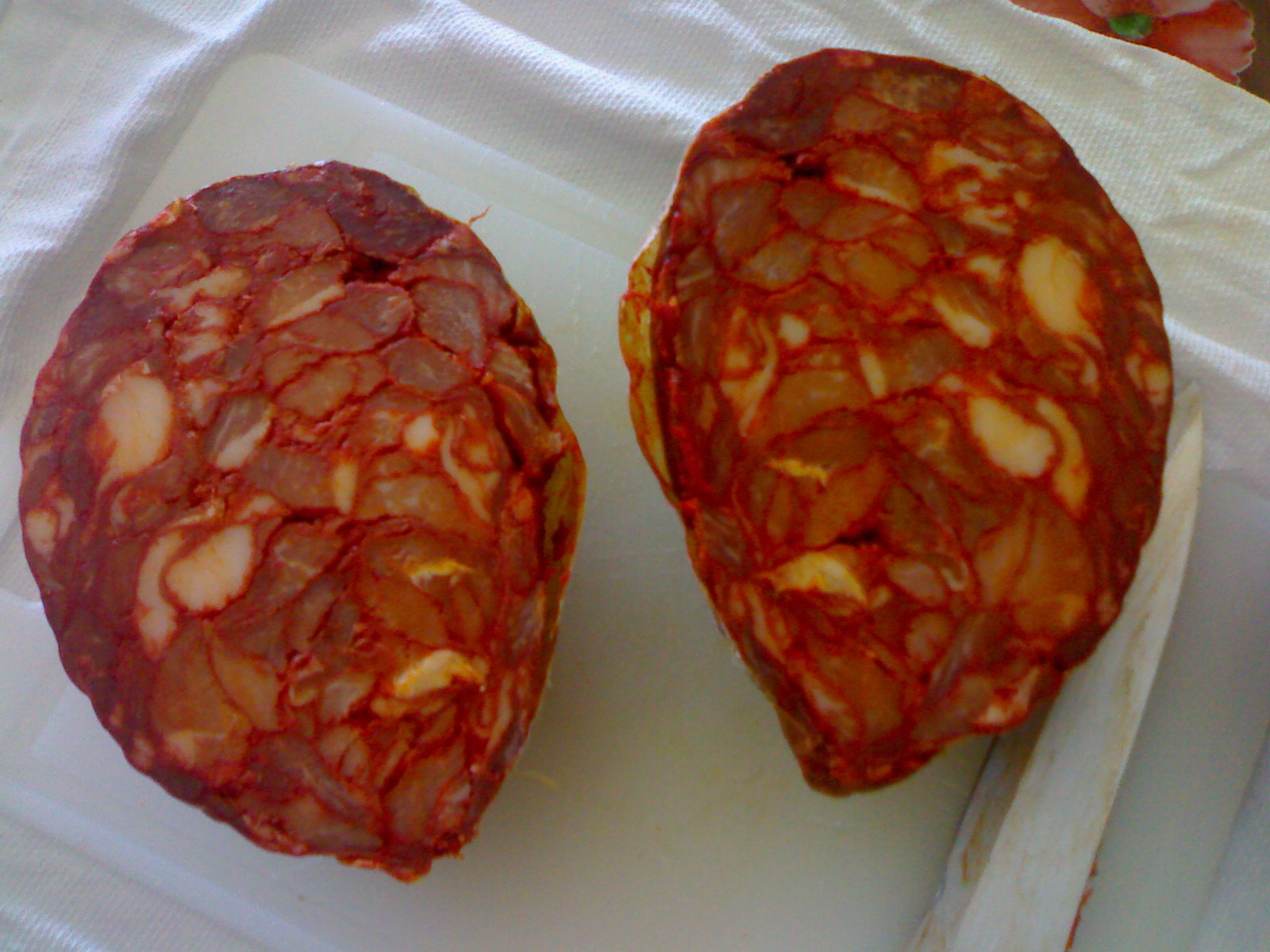
Вентричина Васто

Вентричина (итал. ventricina, от ventre — живот) — вид колбасы, родиной которого является регион Абруццо в Италии. Существует два основных типа вентричины: вентричина Терамо и вентричина Васто.

## Вентричина Терамо
Вентричина Терамо изготавливается из свинины. Содержание жира в ней может достигать 50-60%. Также в неё добавлены приправы, чаще всего это: чеснок, соль, перец, розмарин.

## Вентричина Васто
В вентричине Васто содержится гораздо меньшее количество жира — 30%. В качестве специи может использоваться фенхель. 
Традиционно оболочкой вентричины служит свиной мочевой пузырь. Вентричину чаще всего едят свежей, обычно после замораживания.